# Zorzines vicksburgi
Zorzines vicksburgi là một loài bướm đêm trong họ Noctuidae.